# باتريس ويمور
باتريس ويمور فلين (بالإنجليزية: Patrice Wymore)‏ (17 ديسمبر 1926 - 22 مارس 2014) ممثلة سينمائية وتلفزيونية أمريكية، في الخمسينات والستينات من القرن الماضي، عُرفت بزواجها من إيرول فلين.

## النشأة
ولدت باتريشيا ويمور في ميلتونفال، كنساس، لعائلة من فناني الأزياء المسرحية، وبدأت بجولة معهم في سن السادسة.

## روابط خارجية
- Patrice Wymore على موقع فايند أغريف
- باتريس ويمور على موقع IMDb (الإنجليزية)
- باتريس ويمور على موقع ألو سيني (الفرنسية)
- باتريس ويمور على موقع أول موفي (الإنجليزية)
- باتريس ويمور على موقع قاعدة بيانات برودواي على الإنترنت (الإنجليزية)
- باتريس ويمور على موقع قاعدة بيانات برودواي على الإنترنت (الإنجليزية)
- باتريس ويمور على موقع قاعدة بيانات برودواي على الإنترنت (الإنجليزية)
- باتريس ويمور على موقع قاعدة بيانات الأفلام السويدية (السويدية)
- باتريس ويمور على موقع إن إن دي بي (الإنجليزية)
- باتريس ويمور على موقع قاعدة بيانات الفيلم (الإنجليزية)
- باتريس ويمور على موقع كينوبويسك (الروسية)
- Errol Flynn marries Patrice Wymore (British Pathe - newsreel)
- Interview: Patrice Wymore remembers Errol Flynn (Ft. Wayne News-Sentinel, 2014).